# Antonio Simeone Sografi
Antonio Simeone Sografi, anche Antonio Simon o solo Antonio (Padova, 29 luglio 1759 – Padova, 4 gennaio 1818), è stato un librettista e drammaturgo italiano.
Dopo aver studiato ed essersi laureato nella città natale, si recò a Venezia, dove si dedicò alla scrittura di commedie, farse, nonché di libretti comici e seri per i maggiori compositori d'opera del tempo. Svolse la sua attività librettistica dal 1789 al 1816. Inoltre produsse testi per cantate, oratori, componimenti drammatici e sacri.
A differenza della maggior parte dei suoi contemporanei, Sografi usava chiamare "commedie" i propri libretti buffi, anziché drammi giocosi; questo perché egli seguiva lo stile delle commedie di carattere goldoniane e rifiutava la comicità troppo evidente delle commedie dell'arte.

## Libretti per opere
- Giovanna d'Arco ossia La pulcella d'Orléans (musicato da Gaetano Andreozzi, 1789)
- Gli Argonauti in Colco (musicato da Giuseppe Gazzaniga, 1790)
- La morte di Semiramide (musicato da Giovanni Battista Borghi, 1791; musicato da Sebastiano Nasolini, 1792)
- Ercole al Termodonte ossia Ippolita regina delle Amazzoni (musicato da Sebastiano Nasolini, 1791)
- La morte di Cleopatra (in collaborazione con Gaetano Rossi; musicato da Sebastiano Nasolini, 1791; musicato da Pietro Alessandro Guglielmi, 1796; musicato da Gaetano Andreozzi, 1797; musicato da Gaetano Marinelli, 1800)
- Telemaco in Sicilia (musicato da Antonio Calegari, 1792)
- Saffo ossia I riti d'Apollo Leucadio (musicato da Johann Simon Mayr, 1794)
- I bagni d'Abano ossia La forza delle prime impressioni (da Carlo Goldoni; musicato da Giuseppe Antonio Capuzzi, 1794)
- La principessa filosofa ossia Il contravveleno (dopo Agustín Moreto; musicato da Gaetano Andreozzi, 1794)
- Apelle e Campaspe (musicato da Giacomo Tritto, 1795)
- Gli Orazi ed i Curiazi (musicato da Domenico Cimarosa, 1796; musicato da Marcos António Portugal, 1797; musicato da Luigi Capotorti, 1800)
- La morte di Mitridate (musicato da Sebastiano Nasolini, 1796; musicato da Marcos António Portugal, 1806)
- L'amante servitore (musicato da Ferdinando Paër, 1796)
- Telemaco nell'isola di Calipso (musicato da Johann Simon Mayr, 1797)
- Alceste (musicato da Marcos António Portugal, 1798)
- Timoleone (musicato da Sebastiano Nasolini, 1798)
- Il trionfo di Clelia (musicato da Sebastiano Nasolini, 1798; musicato da Marcos António Portugal, 1802)
- Annibale in Capua (musicato da Antonio Salieri, 1801; musicato da Giacomo Cordella, 1809)
- Edipo a Colono (musicato da Nicola Antonio Zingarelli, 1802)
- La vergine del Sole (musicato da Giuseppe Farinelli, 1805)
- Corradino (musicato da Francesco Morlacchi, 1808)
- Attila in Aquileja ossia Il trionfo del re dei Franchi (musicato da Giuseppe Mosca, 1818; musicato da Giuseppe Persiani, 1827)

## Libretti per cantate, oratori e altro
- Pimmalione (scena drammatica, dopo Jean-Jacques Rousseau; musicato da Giambattista Cimador, 1790)
- Eurilla (cantata; musicato da Sebastiano Nasolini, 1794)
- La distruzione di Gerusalemme (dramma sacro; musicato da Pietro Alessandro Guglielmi, 1803)
- Inno alla pace (cantata; musicato da Antonio Calegari, 1809)
- L'omaggio del cuore (componimento drammatico; musicato da Antonio Calegari, 1815)

## Commedie
- Le convenienze teatrali (1794)
- Le inconvenienze teatrali (1800)
- Ortensia (1815)